# نقص التروية الكلوية
نقص التروية الكلوية هو مرض ذو معدلات مراضة ووفيات عالية. تتقلص الأوعية الدموية وتخضع للاستماتة ما يؤدي إلى ضعف تدفق الدم في الكليتين. تحدث المزيد من المضاعفات حين يتسبب فشل الكليتين في أداء وظائفهما في حدوث تسمم في أجزاء مختلفة من الجسم، ما قد يفضي إلى صدمة إنتانية ونقص حجم الدم والحاجة إلى الجراحة. يعد السبب وراء نقص التروية الكلوية غير معروف تمامًا، ولكن وُضحت العديد من الآليات المرضية المتعلقة به. تشمل الأسباب المحتملة لنقص تروية الكليتين تنشيط الإنترلوكين 17 سي ونقص الأكسجة بسبب الجراحة أو الزرع. تشمل العديد من العلامات والأعراض إصابة بطانة الأوعية الدموية الدقيقة، واستماتة خلايا الكليتين بسبب الإجهاد المفرط في الشبكة الإندوبلازمية، واختلال وظائف المتقدرات، والالتهام الذاتي، والتهاب الكليتين، والإصلاح غير المتناسب.
يمكن تشخيص نقص التروية الكلوية عن طريق فحص مستويات العديد من المؤشرات الحيوية مثل الكلسترين وسيستاتين سي. اعتُبرت مدة نقص التروية مؤشرًا حيويًا، ولكنها أبدت عيوبًا كبيرة في التنبؤ بنتائج الوظيفة الكلوية. ما تزال المزيد من العلاجات الناشئة قيد التجارب السريرية، منها بيندافيا الذي يستهدف الخلل الوظيفي في المتقدرات، والعلاج بالخلايا الجذعية المتوسطية. أظهرت العديد من ناهضات ومناهضات المستقبلات نتائج واعدة في الدراسات التي أجريت على الحيوانات؛ ولكنها لم تُثبت سريريًا بعد.

## الأسباب
لا يُعرف سوى القليل عن أسباب الأذية الإقفارية في الكليتين. مع ذلك، ذُكر تنشط العديد من الأذيات الجسدية أثناء الإصابة. قد يؤدي الإجهاد البدني مثل الاحتشاء والجراحة والزرع إلى نقص تروية الكليتين. يمكن أن تتسبب العادات الغذائية والوراثة في الإصابة بنقص التروية أيضًا. قد تسبب أمراض مثل الإنتان حدوث نقص تروية في الكليتين أيضًا.

### الاحتشاء أو الإصابة الجسدية
يُعرَّف الاحتشاء بأنه انسداد يقطع تدفق الدم في الأنسجة أو الأعضاء، ما قد يتسبب في نخر أو موت مجموعة من الخلايا في الأنسجة. تبين في الدراسات التي أجريت على نماذج الفئران أن استخدام ملقط على الكليتين يؤدي إلى نقص تروية كلوية.

### جراحة الكليتين والزرع
يمكن أن تؤدي جراحة الكليتين وجراحة فتح مجرى جانبي للشريان التاجي إلى أذية بسبب نقص تروية الكليتين وعود ترويتهما. قد يتسبب الأمر في أذية حادة في الكليتين. علاوة على ذلك، قد ينتج عن نقص التروية الكلوية تأخر وظيفة الكلية المزروعة بعد العملية ويمكن أن تتسبب في رفض الزرع.

### العادات الغذائية
في الدراسات التي أجريت على نماذج الفئران، تبين أن اتباع نظام غذائي غني بالدهون يؤدي إلى حدوث إصابة أكبر بنقص التروية الكلوية وعود التروية مقارنة بالفئران التي تتبع نظامًا غذائيًا عاديًا. يعود ذلك إلى أن نموذج النظام الغذائي عالي الدهون الذي تتراكم فيه الدهون الفوسفورية أدى إلى تضخم الجسيمات الحالة داخل الخلايا الأنبوبية القريبة. يتسبب تراكم الدهون الفوسفورية في زيادة تجمع اليوبيكويتين في خلايا الكليتين. حين يحدث ذلك، تزداد وتيرة الالتهام الذاتي ويحدث خلل وظيفي في المتقدرات والتهاب في الأنسجة.

#### التصلب العصيدي
يعد التصلب العصيدي سببًا شائعًا لنقص التروية الكلوية. يعتبر التصلب العصيدي نوعًا محددًا من تصلب الشرايين. يُعرَّف تصلب الشرايين بأنه تسمّك أو تصلب في الأوعية الدموية أو الحالتان معًا؛ ويشير مصطلح التصلب العصيدي بالخاصة إلى تراكم الكوليسترول والدهون في جدران الشرايين. تحمل الأوعية الدموية الأكسجين والمواد المغذية إلى جميع أنحاء الجسم، وبالتالي فإن الإصابة بالتصلب العصيدي تحد تدفق الدم، وتمنع وصول العناصر الغذائية الضرورية إلى الكليتين. تمثل هذه الحالة 60-97% من آفات الشرايين الكلوية، والتي يمكن أن تؤدي إلى انسداد الشريان الكلوي وضمور الكليتين الإقفاري.

### وراثيات
ثبت تورط العديد من السبل الجينية التي تؤدي إلى استماتة خلايا الكليتين في نماذج الفئران والفحوصات المخبرية. تعرف هذه الجينات بطليعة الاستماتة ويمكن تصنيفها إلى قسمين: السبيل الخارجي والسبيل الداخلي. ينشط السبيل الخارجي مباشرة عند حدوث نقص تروية كلوية، في حين تعتمد السبل الداخلية على مسارات إشارات المتقدرات. علاوة على ذلك، اكتُشفت العديد من الجينات التي تشكل عوامل خطر في تطور الإصابة الإقفارية.

#### السبيل الخارجي
تبدأ الاستماتة الخلوية بتنشيط طليعة الكاسبيز 8 عبر إرسال إشارات من مستقبلات الموت على سطح الخلية مثل بروتينات فاس ورابطيها بروتين مجال الموت المرتبط بفاس (FADD) والبروتين المرتبط بالموت 6 (DAXX). ينظم شلال الإشارات المتتالية عادةً الموت الخلوي المبرمج أو الاستماتة. حدثت زيادة في تنظيم بروتين فاس وبروتين FADD في نماذج الفئران بعد مرور 24 ساعة من الأذية الإقفارية. يظهر ذلك أيضًا في الفحوصات المستندة إلى الخلايا، إذ تراقب الخلايا الأنبوبية بعد الإصابة شبه الإقفارية. يوضح هذا الأمر أن سبيل فاس قد يلعب دورًا في الآلية المرضية لاستماتة الخلايا الأنبوبية خلال فترة عود التروية المبكرة. ما يزال دور بروتين DAXX غير واضح. مع ذلك، يتوسط DAXX الاستماتة المعتمدة على فاس والمحرضة بعامل النمو المحول بيتا، ويعتبر التحريض الكلوي لعامل النمو المحول بيتا موثقًا جيدًا في دراسات نقص التروية الكلوية.

#### السبيل الداخلي
يعتمد تنشيط طليعة الكاسبيز 9 على سبل إشارات المتقدرات التي تنظمها بي سي إل 2 (Bcl-2) البروتينية. يؤدي تنشيط بروتينات Bcl-2 مثل Bax وBak إلى إطلاق شلال إشارات تحرض إطلاق السيتوكروم سي في العصارة الخلوية. ينشط ذلك طليعة الكاسبيز 9، ويتسبب في استماتة الخلايا.

#### عوامل الخطر الجينية
تبين أن تعدد الأشكال في الجينات يزيد خطر الإصابة بنقص التروية الكلوية أو ينقصه. ثبت أن بعض الجينات تتمتع بتأثيرات هامة في الأذية الكلوية الحادة، منها صميم البروتين الشحمي إي (APO-E) الذي يضبط استقلاب الكوليسترول، وNADPH أوكسيداز الذي ينظم الإجهاد التأكسدي، والإنزيم المحول للأنجيوتنسين الذي يضبط الحركة الوعائية، وإتش إس بّي 72 الذي يساعد في تحمل الأذية الإقفارية، وسيتوكينات الانترلوكين وهو معدل للالتهاب، وعامل النمو البطاني الوعائي الذي ينظم تشكل الأوعية الدموية أو تولد الأوعية الدموية.

#### صميم البروتين الشحمي إي
يعد صميم البروتين الشحمي إي عبارة عن بروتينات تقوم باستقلاب الدهون في الجسم. أُجريت دراسات على المرضى الذين خضعوا لجراحة فتح مجرى جانبي للشريان التاجي، ووُجد أن حاملي أليل APO-E e4 أقل عرضة للأذية الكلوية الحادة مقارنة مع المرضى غير الحاملين للأليل.

#### NADPH أوكسيداز
ينظم NADPH أوكسيداز الإجهاد التأكسدي عن طريق الاقتران بأنواع الأكسجين التفاعلية في الخلايا. تبين أن تعدد أشكال بروتين p22phox في NADPH أوكسيداز بالإضافة إلى وجود الأليل تي يزيد خطر غسيل الكلية والوفيات.

#### الأنزيم المحول للأنجيوتنسين
ينظم الإنزيم المحول للأنجيوتنسين الحركية الوعائية عن طريق ضبط ضغط الدم الذي يمر عبر الكليتين. على غرار حالة تعدد أشكال صميم البروتين الشحمي إي، يعد المرضى الحاملون للأليل دي الخاص بالأنزيم أكثر عرضة لحدوث الأذية الكلوية الحادة بعد جراحة فتح مجرى جانبي للشريان التاجي.

#### إتش إس بّي 72
أُجريت دراسات على الرضع، وتبين أن جين HSP72 مع الأليل جي يزيد خطر الأذية الكلوية الحادة.

#### الإنترلوكين
وجد الباحثون أن الإنترلوكين 17 سي ينشط في الأذية الكلوية. أُجريت دراسات نقص أكسجة محرض على الفئران، وثبت حدوث تنظيم واضح لتركيب الإنترلوكين 17 سي عند فقد الأكسجين في الكليتين. علاوة على ذلك، قللت متغيرات تعطيل الإنترلوكين 17 سي من الالتهاب الناجم عن تنشيطه. أدى استخدام الأجسام المضادة والحمض النووي الريبوزي المتداخل الصغير ضد الإنترلوكين 17 سي إلى التوصل لنفس النتائج. أظهرت دراسات الإنترلوكين 60174GG أن حاملي الأشكال المتعددة لديهم مستويات أعلى من الكرياتينين في الدم، ولكن حاملي الأليل جي للإنترلوكين 10 أقل عرضة للوفاة بعد فشل العضو.

#### عامل النمو البطاني الوعائي
على عكس تعدد أشكال بروتين HSP72، أظهرت الدراسات التي أُجريت على الرضع أن عامل النمو البطاني الوعائي مع أليل أيه متماثل الزيغوت يقلل خطر الأذية الكلوية الحادة.